# Haulmé
Haulmé est une commune française, située dans le département des Ardennes en région Grand Est. Ses habitants sont appelés les  « Bourriques ».

## Géographie
| Monthermé       | Tournavaux | Thilay |
| Bogny-sur-Meuse | Haulmé     | Navaux |
|                 | Neufmanil  |        |

Le village est traversé par la rivière Semoy.

### Hydrographie
La commune est dans le bassin versant de la Meuse au sein du bassin Rhin-Meuse. Elle est drainée par la Semoy,.
La Semoy, d'une longueur de 24 km, prend sa source dans la commune de Tailly et se jette  dans la Meuse à Monthermé, après avoir traversé cinq communes.

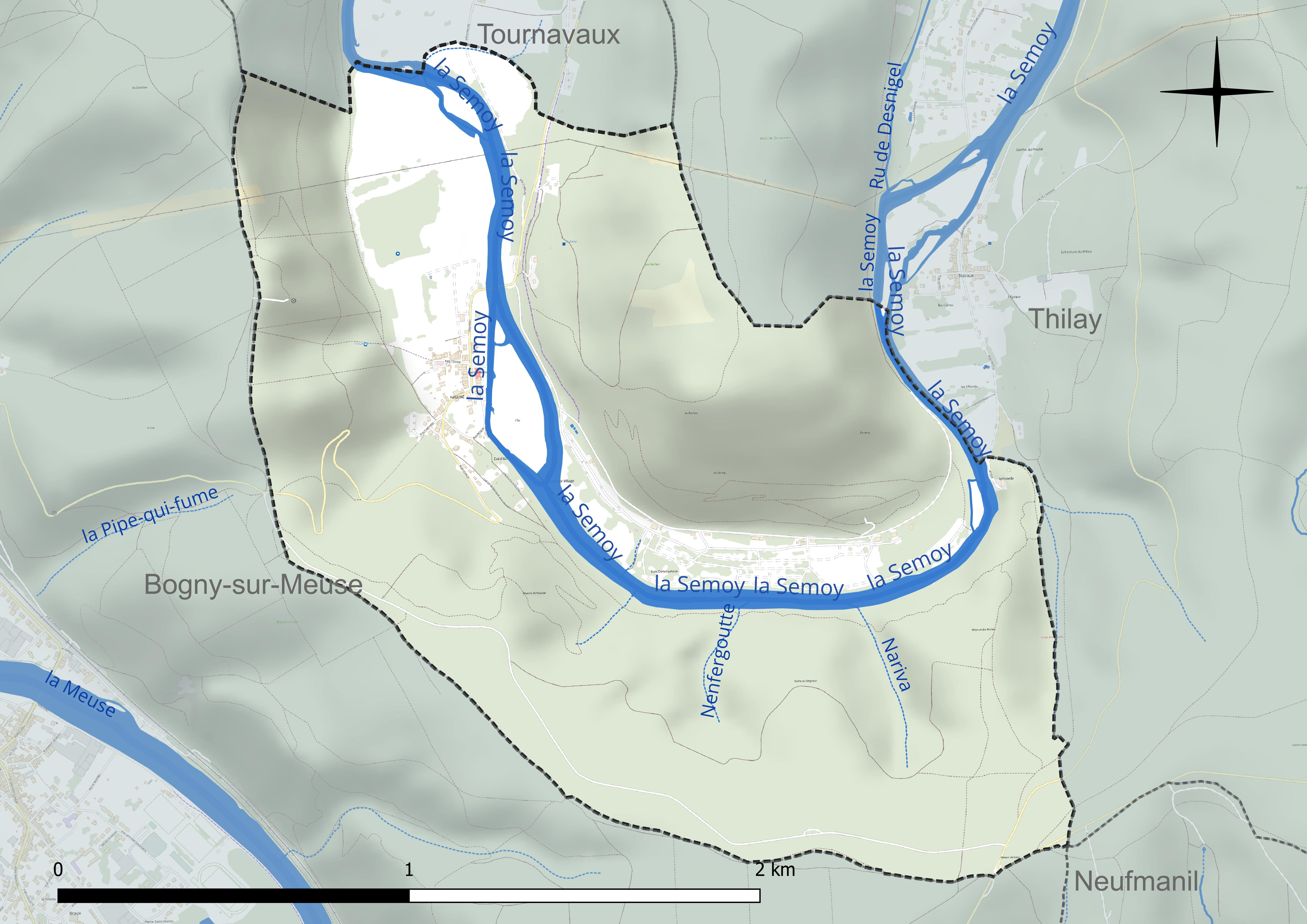
Réseau hydrographique d'Haulmé.

### Climat
Pour des articles plus généraux, voir Climat du Grand Est et Climat des Ardennes.
En 2010, le climat de la commune est de type climat de montagne, selon une étude du Centre national de la recherche scientifique s'appuyant sur une série de données couvrant la période 1971-2000. En 2020, Météo-France publie une typologie des climats de la France métropolitaine dans laquelle la commune est exposée à un climat océanique altéré et est dans la région climatique Lorraine, plateau de Langres, Morvan, caractérisée par un hiver rude (1,5 °C), des vents modérés et des brouillards fréquents en automne et hiver.
Pour la période 1971-2000, la température annuelle moyenne est de 9,6 °C, avec une amplitude thermique annuelle de 15,6 °C. Le cumul annuel moyen de précipitations est de 1 020 mm, avec 14,2 jours de précipitations en janvier et 9,8 jours en juillet. Pour la période 1991-2020, la température moyenne annuelle observée sur la station météorologique de Météo-France la plus proche, « Charleville-Méz. », sur la commune de Charleville-Mézières à 11 km à vol d'oiseau, est de 9,9 °C et le cumul annuel moyen de précipitations est de 928,4 mm. 
La température maximale relevée sur cette station est de 39,2 °C, atteinte le 25 juillet 2019 ; la température minimale est de −17,5 °C, atteinte le 1er janvier 1997,,.
Les paramètres climatiques de la commune ont été estimés pour le milieu du siècle (2041-2070) selon différents scénarios d'émission de gaz à effet de serre à partir des nouvelles projections climatiques de référence DRIAS-2020. Ils sont consultables sur un site dédié publié par Météo-France en novembre 2022.

## Urbanisme

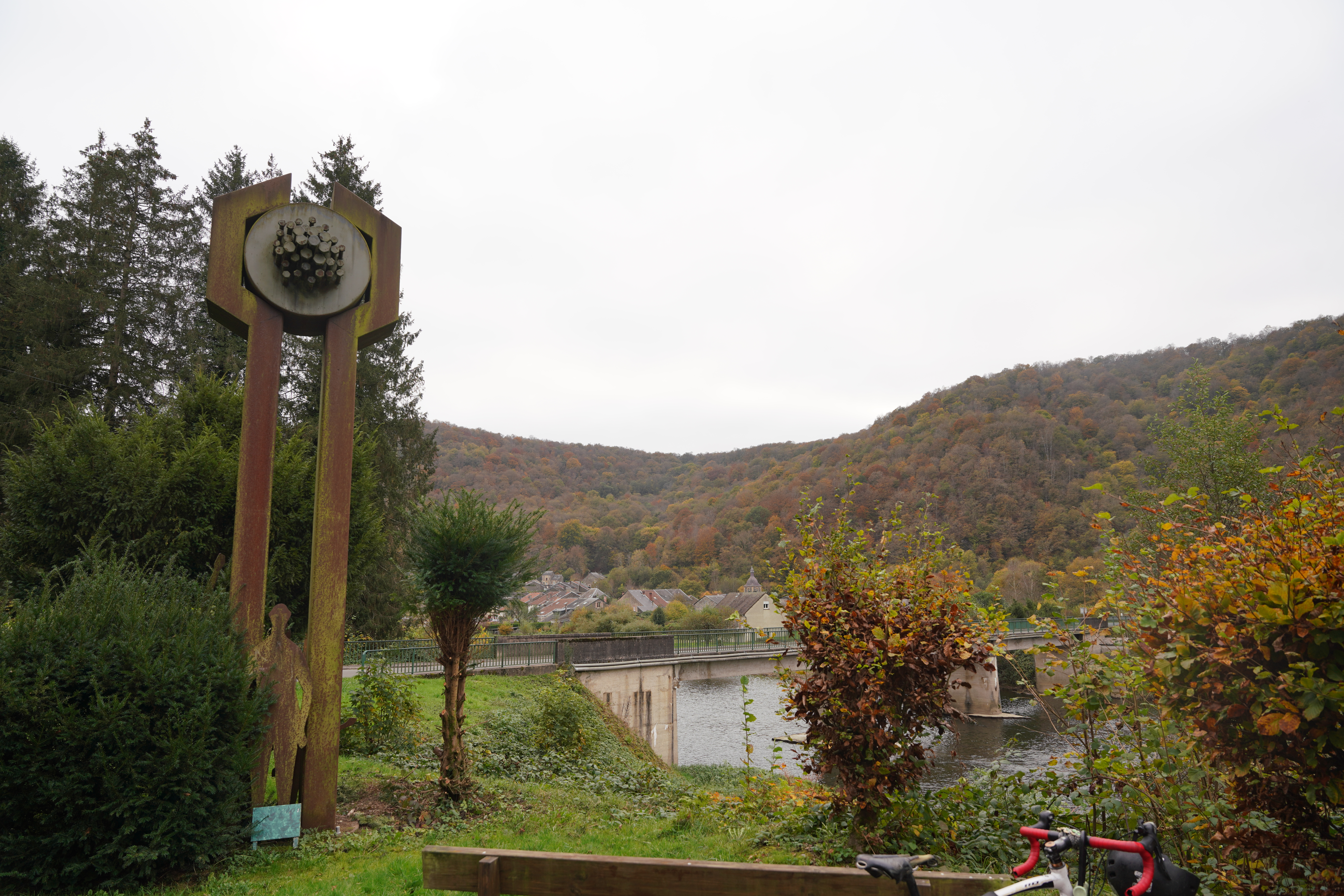
Le village dans le vallon de la Semois.

### Typologie
Au 1er janvier 2024, Haulmé est catégorisée commune rurale à habitat dispersé, selon la nouvelle grille communale de densité à 7 niveaux définie par l'Insee en 2022.
Elle est située hors unité urbaine. Par ailleurs la commune fait partie de l'aire d'attraction de Charleville-Mézières, dont elle est une commune de la couronne,. Cette aire, qui regroupe 132 communes, est catégorisée dans les aires de 50 000 à moins de 200 000 habitants,.

### Occupation des sols
L'occupation des sols de la commune, telle qu'elle ressort de la base de données européenne d’occupation biophysique des sols Corine Land Cover (CLC), est marquée par l'importance des forêts et milieux semi-naturels (78,5 % en 2018), une proportion sensiblement équivalente à celle de 1990 (79 %). La répartition détaillée en 2018 est la suivante : 
forêts (78,5 %), zones agricoles hétérogènes (7,4 %), prairies (7,1 %), espaces verts artificialisés, non agricoles (7 %). L'évolution de l’occupation des sols de la commune et de ses infrastructures peut être observée sur les différentes représentations cartographiques du territoire : la carte de Cassini (XVIIIe siècle), la carte d'état-major (1820-1866) et les cartes ou photos aériennes de l'IGN pour la période actuelle (1950 à aujourd'hui).

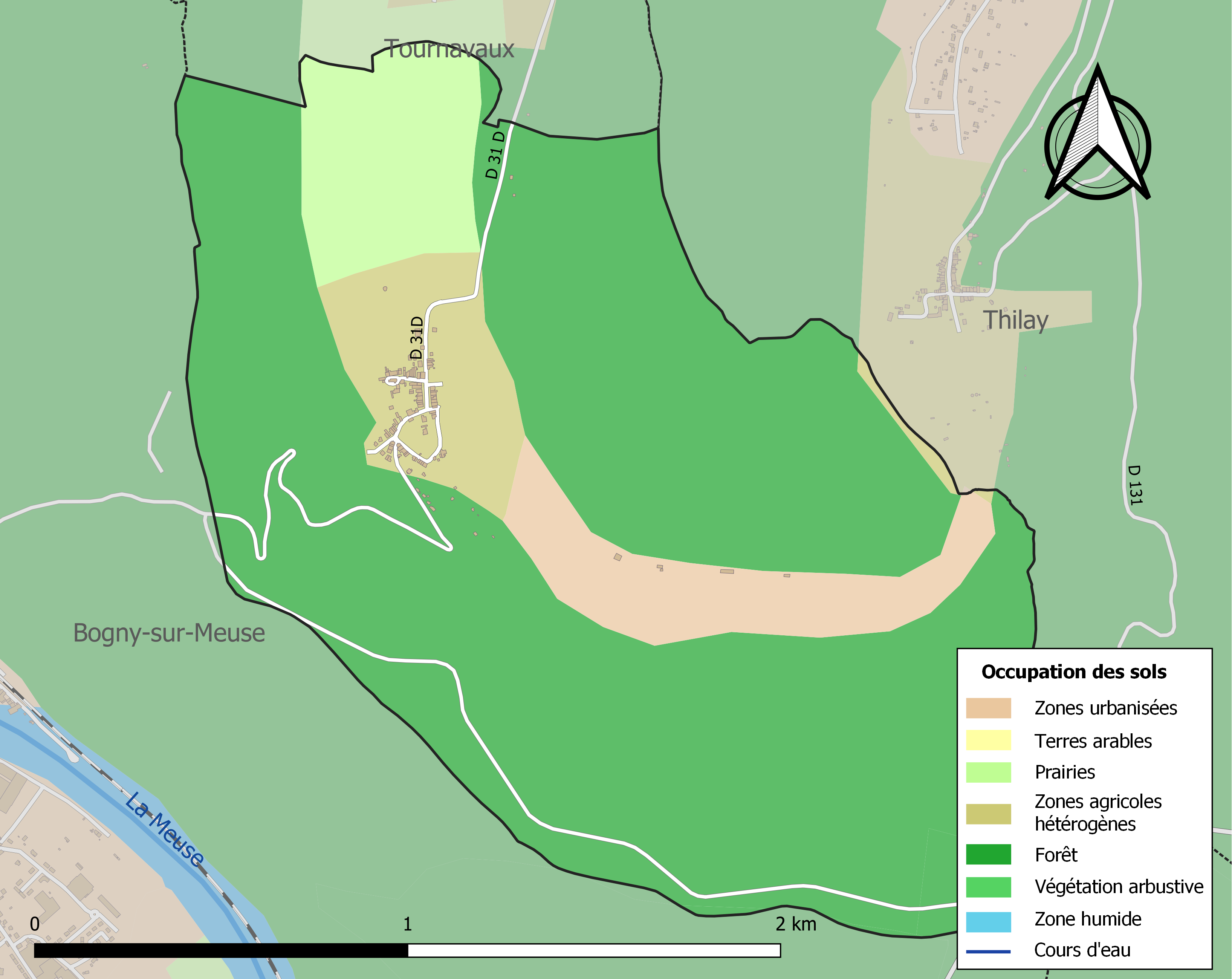
Carte des infrastructures et de l'occupation des sols de la commune en 2018 (CLC).

## Histoire
Le village classé d'architecture traditionnelle ardennaise s'est développé grâce à la clouterie et avait de nombreux clauteux au XIXe siècle, 4 % de ces cloutiers étaient des femmes, puis vint la boulonnerie. La Voie ferrée Monthermé-Hautes-Rivières desservait le village, elle est actuellement remplacée par la Trans-Semoysienne.

### Exode des habitants
Au cours de la Seconde Guerre mondiale, entre le 10 et 15 mai 1940, les habitants d'Haulmé sont dirigés vers Bouin.

## Politique et administration
À l'issue de l'élection présidentielle de 2017, le candidat de la France Insoumise, Jean-Luc Mélenchon, est arrivé en tête du premier tour dans la commune avec 32,69% des suffrages exprimés (17 voix); son deuxième meilleur résultat dans le département. Il devançait de 4 voix la candidate frontiste Marine Le Pen (25,00%) et de 9 voix Emmanuel Macron (17,31%). À noter également la bonne performance de Benoît Hamon, qui obtient 6 voix, soit 11,54% des suffrages exprimés, contre 4,93% à l'échelle du département.
Le second tour s'est quant à lui soldé par la victoire par la victoire d'Emmanuel Macron (21 voix, soit 67,74% des suffrages exprimés, contre 10 voix et 32,26% des suffrages exprimés pour Marine Le Pen).
Récapitulatif des résultats électoraux récents
| Scrutin             | 1er tour | 1er tour | 1er tour | 1er tour | 1er tour | 1er tour | 1er tour | 1er tour | 2d tour     | 2d tour     | 2d tour     | 2d tour     | 2d tour     | 2d tour     |
| Scrutin             | 1er      | %        | 2e       | %        | 3e       | %        | 4e       | %        | 1er         | %           | 2e          | %           | 3e          | %           |
| Européennes 2014    | PS       | 26,67    | FN       | 20,00    | UMP      | 6,67     | LO       | 6,67     | Tour unique | Tour unique | Tour unique | Tour unique | Tour unique | Tour unique |
| Régionales 2015     | FN       | 37,21    | PS       | 34,88    | FG       | 9,30     | LR       | 4,65     | PS          | 46,94       | FN          | 40,82       | LR          | 12,24       |
| Présidentielle 2017 | LFI      | 32,69    | FN       | 25,00    | EM       | 17,31    | PS       | 11,54    | EM          | 67,74       | FN          | 32,26       | Pas de 3e   | Pas de 3e   |
| Législatives 2017   | PS       | 35,90    | LFI      | 23,08    | LREM     | 17,95    | RN       | 7,69     | LREM        | 63,16       | LR          | 36,84       | Pas de 3e   | Pas de 3e   |
| Européennes 2019    | LFI      | 31,25    | RN       | 18,75    | PS       | 12,50    | PA       | 9,38     | Tour unique | Tour unique | Tour unique | Tour unique | Tour unique | Tour unique |
| Régionales 2021     | EELV     | 20,69    | RN       | 20,69    | LFI      | 20,69    | LR       | 13,79    | LR          | 35,71       | EELV        | 35,71       | RN          | 21,43       |
| Présidentielle 2022 | RN       | 32,00    | LREM     | 24,00    | LFI      | 24,00    | PCF      | 8,00     | RN          | 73,17       | LREM        | 26,83       | Pas de 3e   | Pas de 3e   |
| Législatives 2022   | LR       | 35,29    | NUPES    | 29,41    | RN       | 14,71    | LREM     | 8,82     | LR          | 78,13       | RN          | 21,88       | Pas de 3e   | Pas de 3e   |
| Européennes 2024    | RN       | 41,67    | PS       | 22,22    | LFI      | 11,11    | REC      | 5,56     | Tour unique | Tour unique | Tour unique | Tour unique | Tour unique | Tour unique |
| Législatives 2024   | RN       | 37,78    | DVD      | 33,33    | NFP      | 17,78    | LO       | 6,67     | DVD         | 56,10       | RN          | 43,90       | Pas de 3e   | Pas de 3e   |
| ------------------- | -------- | -------- | -------- | -------- | -------- | -------- | -------- | -------- | ----------- | ----------- | ----------- | ----------- | ----------- | ----------- |

| Période                                  | Période                   | Identité                                  | Étiquette | Qualité                    |
| ---------------------------------------- | ------------------------- | ----------------------------------------- | --------- | -------------------------- |
| mars 2001                                | 2014                      | René Dalcette                             |           |                            |
| mars 2014                                | En cours (au 23 mai 2020) | Alain Mous Réélu pour le mandat 2020-2026 |           | Retraité Fonction publique |
| Les données manquantes sont à compléter. |                           |                                           |           |                            |

Haulmé a adhéré à la charte du parc naturel régional des Ardennes, à sa création en décembre 2011.

## Démographie
L'évolution du nombre d'habitants est connue à travers les recensements de la population effectués dans la commune depuis 1793. Pour les communes de moins de 10 000 habitants, une enquête de recensement portant sur toute la population est réalisée tous les cinq ans, les populations de référence des années intermédiaires étant quant à elles estimées par interpolation ou extrapolation. Pour la commune, le premier recensement exhaustif entrant dans le cadre du nouveau dispositif a été réalisé en 2005.

En 2022, la commune comptait 87 habitants, en évolution de −4,4 % par rapport à 2016 (Ardennes : −2,97 %, France hors Mayotte : +2,11 %).
| 1793 | 1800 | 1806 | 1821 | 1831 | 1836 | 1841 | 1846 | 1851 |
| ---- | ---- | ---- | ---- | ---- | ---- | ---- | ---- | ---- |
| 156  | 162  | 156  | 201  | 308  | 350  | 388  | 458  | 475  |

| 1866 | 1872 | 1876 | 1881 | 1886 | 1891 | 1896 | 1901 | 1906 |
| ---- | ---- | ---- | ---- | ---- | ---- | ---- | ---- | ---- |
| 490  | 317  | 283  | 271  | 254  | 239  | 248  | 235  | 246  |

| 1911 | 1921 | 1926 | 1931 | 1936 | 1946 | 1954 | 1962 | 1968 |
| ---- | ---- | ---- | ---- | ---- | ---- | ---- | ---- | ---- |
| 228  | 179  | 208  | 196  | 169  | 138  | 126  | 120  | 115  |

| 1975 | 1982 | 1990 | 1999 | 2005 | 2006 | 2010 | 2015 | 2020 |
| ---- | ---- | ---- | ---- | ---- | ---- | ---- | ---- | ---- |
| 108  | 93   | 86   | 84   | 73   | 70   | 110  | 91   | 87   |

| 2022 | - | - | - | - | - | - | - | - |
| ---- | - | - | - | - | - | - | - | - |
| 87   | - | - | - | - | - | - | - | - |

## Culture locale et patrimoine

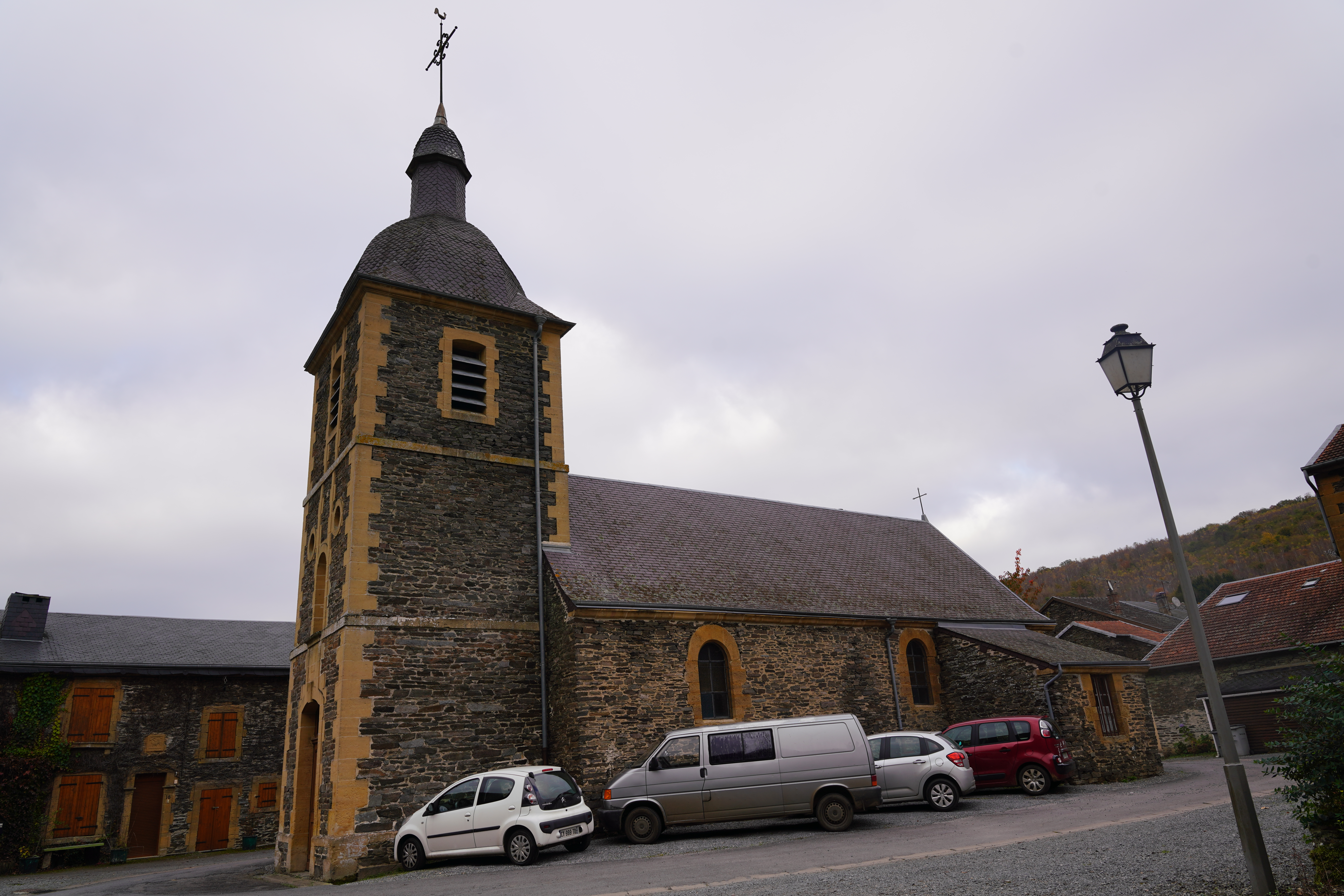
vue de l'Église Saint-Nicolas d'Haulmé.

### Lieux et monuments
- Église Saint-Nicolas, un édifice datant de 1716, située au centre du village.
- Fontaine Ruha, un lavoir-grotte avec une voûte plein cintre en schiste.
- Le Liry, un point de vue offrant un panorama sur la vallée de la Semoy et les villages de Haulmé et Tournavaux.

### Héraldique
| Blason de Haulmé | Blason  | De gueules à la bande ondée d'argent chargée d'une clé contournée à deux pannetons de sable, côtoyée de deux devises d'argent et accompagnée de deux fleurs de lis d'or. |
| Blason de Haulmé | Détails | |